# 代英县
代英县（1933年10月—1935年6月）是中华苏维埃共和国福建省的一个县。
1933年9月，在太拔（今福建省龙岩市上杭县太拔镇）成立中共代英县委（为纪念恽代英而命名）；10月，设立代英县苏维埃政府。1935年6月，废县。